# T-MAX (音楽グループ)
T-max（ティーマックス）は、韓国の4人組アイドルグループである。元グローリーエンタテインメント所属。

## T-maxの意味
T-maxとは、トリプル（Triple）、トリニティー（Trinity）など“3人” を意味する単語の頭文字“ T ”と、彼らの実力や才能を全て見せるという意味の“max”の合成語で、「3人の完ぺきな調和と情熱」という意味である。

## 結成エピソード
2003年、R&BからRock、Reggaeまで歌いこなせる美声の持ち主シン・ミンチョルを発掘し、更に歌に活力を吹き込むため、ラップのキム・ジュンを投入。
その後、ミンチョルの中低音をカバーできる高音を確保するために、美声とやわらかい外見を兼ね備えたパク・ユンファの追加投入で、パワーアップ。
2007年までの約4年間、T-MAXの魅力を最大限に出すために、トレーニングと度重なる合宿を経てメンバー同士の協調性の構築、各自の長所・短所を理解し合い、1stシングル「BLOOMING」でデビューとなった。

## メンバー

### シン・ミンチョル / Shin Min Chul
- 1980年2月5日生まれ
- 身長：177cm
- 体重：64kg
- 血液型：O型
- 日本SONYレコードプロデューサー絶賛。R&Bからロック、レゲエまで歌いこなせる「数少ないアジアのボーカル」という評価を受ける。
- ニュージーランド留学経験により、高度の英語能力とサーフィンの実力の持ち主。
- OST参加
  - アニメーション「Crush Gear」OST (2006)
  - KBS1　ドラマ「変な女、変な男」OST　10曲目「ヌンムルロ（涙で）」 (2005)
  - KBS2　ドラマ「「サンドゥ、学校へ行こう」OST　7曲目「タンニョム（断念）」（2003）

### キム・ジュン/ Kim Jun
- 1985年2月3日生まれ    本名キム・ヒョンジュン
- 身長：185cm
- 体重：64kg
- 血液型：O型
- Ceci WOWOW など、ティーンズ雑誌にスカウトモデルとしてキャスティングされる。
- 韓国版『花より男子』のF4　ソン・ウビン（美作あきら）役にキャスティングされ、人気急上昇。
- TV
  - 花より男子～Boys Over Flowers - F4　美作あきら 役（KBS、2009）
  - PD手帳　花美男熱風編 (MBC 2006)
  - 花美男特攻隊（Mnet 2001)

### パク・ユンファ / Park Yun Hwa
- 1986年1月31日生まれ
- オンライン上で、韓国の歌手兼モデル「ミン・ヒョリン」の実の兄ではないかと誤解を招くほど女性っぽく、母性本能をくすぐる外見と柔らかく繊細な声の持ち主。
- TVバトル神話 3期（Mnet 2005）
- 入隊のため、現在は活動休止中。

### パク・ハンビ / Park Han Bi
- 1990年6月3日生まれ
- 身長：175cm
- 体重：59kg
- 血液型：B型

### チュ・チャニャン / Joo Chan Yang
- 1988年10月23日生まれ
- 身長：174cm
- 体重：63kg
- 血液型：O型

## LIVE
- T-max Christmas LIVE&TALK（2009.12.22東京)（2009.12.23大阪)
- 韓流ミュージックフェスティバル2009　ゲスト出演　（2009.9.12札幌)（2009.9.13東京)
- 『花より男子〜Boys Over Flowers』プレミアムイベント ゲスト出演（2009.9.5/9.6)
- KOREA-INCHEON観光フェスタin静岡「コリアステージ」　ゲスト出演（2009.8.13)
- 第28回横浜開港祭イベント出演 (2009.5.31)
- T-max 1st Live at 原宿アストロホール (2009.5.10)
- 『花より男子〜Boys Over Flowers』日本放送記念イベント ゲスト出演（2009.4.16)

## 作品

### 韓国
- SINGLE COLLECTION　(2009.07.09)　「jun be O.K」(キム・ジュン)　「ウェグレッソ」(シン・ミンチョル)　「ヌンムリマルラ」(パク・ユンファ)
- F4 SPECIAL EDITION　3曲目「ピオネギ」(キム・ジュン)　7曲目「Bad for the Heart – Club Ver.」　8曲目「Bad for the Heart – Ballad Ver.」　9曲目「Bad for the Heart – Dance Ver.」　11曲目「Bang Bang Boom！」」(2009.5.26)
- 3rd シングル：RUN TO YOU　(2008.12.29)
- 2nd シングル：LION HEART　(2007.11.30)
- 1st シングル：BLOOMING　(2007.06.13)

### OST（日本）
- 韓国ドラマ『花より男子〜Boys Over Flowers』OST Part2　1曲目「Say Yes」2曲目「Wish Ur my Love」(2009.11.11)
- 韓国ドラマ『花より男子〜Boys Over Flowers』OST Part1　1曲目「Paradise」(2009.6.24)

### OST（韓国）
- KBSドラマ『花より男子〜Boys Over Flowers』OST Part2　1曲目「Say Yes」2曲目「Wish Ur my Love」(2009)
- KBSドラマ『花より男子〜Boys Over Flowers』OST Part1　1曲目「Paradise」(2009)

## 配信
- 『花より男子〜Boys Over Flowers』オリジナルサウンドトラックより、ドラマオープニング曲「Paradise」
  - レコチョク　うた、フル
  - レコチョク　テレビ/CM/映画　うた、フル
  - レコチョク　洋楽　うた、フル
  - 韓流♪K-POP最前線